# Aeroports més transitats del món per moviment d'aeronaus
La llista dels 30 aeroports més transitats del món per moviment d'aeronaus conté el rànquing dels aeroports més transitats del món per moviment d'aeronaus o operacions. S'entén per moviment complet un aterratge o enlairament d'una aeronau. La llista és encapçalada per l'Aeroport Internacional Hartsfield-Jackson d'Atlanta, Geòrgia, Estats Units.
| Rànquing (2023) |                                             |                                              |                  |                     |                  |               |
| Posició         | Aeroport                                    | Serveix                                      | Codi (IATA/ICAO) | Moviment d'aeronaus | Canvi percentual | Canvi posició |
| 1.              | Aeroport Internacional Hartsfield-Jackson   | Atlanta, Geòrgia, Estats Units               | ATL/KATL         | 775.818             | 7,1%             | =             |
| 2.              | Aeroport Internacional O'Hare               | Chicago, Illinois, Estats Units              | ORD/KORD         | 720.582             | 1,3%             | =             |
| 3.              | Aeroport Internacional de Dallas/Fort Worth | Dallas/Fort Worth, Texas, Estats Units       | DFW/KDFW         | 689.569             | 5,0%             | =             |
| 4.              | Aeroport Internacional de Denver            | Denver, Colorado, Estats Units               | DEN/KDEN         | 657.218             | 8,1%             | =             |
| 5.              | Aeroport Internacional Harry Reid           | Las Vegas, Nevada, Estats Units              | LAS/KLAS         | 611.806             | 5,3%             | =             |
| 6.              | Aeroport Internacional de Los Angeles       | Los Angeles, Califòrnia, Estats Units        | LAX/KLAX         | 575.097             | 3,3%             | =             |
| 7.              | Aeroport Internacional de Charlotte/Douglas | Charlotte, Carolina del Nord, Estats Units   | CLT/KCLT         | 539.066             | 6,6%             | =             |
| 8.              | Aeroport d'Istanbul                         | Istanbul, Turquia                            | IST/LTFM         | 505.968             | 18,8%            | 2             |
| 9.              | Aeroport Internacional John F. Kennedy      | Nova York, Estats Units                      | JFK/KJFK         | 481.075             | 7,2%             | =             |
| 10.             | Aeroport Internacional de Tòquio-Haneda     | Tòquio (Japó)                                | HND/RJTT         | 464.910             | 19,8%            | 8             |
| 11.             | Aeroport d'Amsterdam-Schiphol               | Amsterdam, Països Baixos                     | AMS/EHAM         | 464.727             | 10,0%            | =             |
| 12.             | Aeroport Internacional de Miami             | Miami, Florida, Estats Units                 | MIA/KMIA         | 461.792             | 0,7%             | 4             |
| 13.             | Aeroport de Londres-Heathrow                | Londres, Regne Unit                          | LHR/EGLL         | 456.104             | 20,1%            | 8             |
| 14.             | Aeroport Internacional de Guangzhou-Baiyun  | Canton, República Popular de la Xina         | CAN/ZGGG         | 456.104             | 71,1%            | 35            |
| 15.             | Aeroport de París-Charles de Gaulle         | París, França                                | CDG/LFPG         | 454.893             | 11,2%            | 1             |
| 16.             | Aeroport Internacional Sky Harbor           | Phoenix, Arizona, Estats Units               | PHX/KPHX         | 454.665             | 8,6%             | 3             |
| 17.             | Aeroport Internacional Indira Gandhi        | Delhi, Índia                                 | DEL/VIDP         | 453.498             | 7,6%             | 5             |
| 18.             | Aeroport Internacional de Xangai-Pudong     | Pudong, Xangai, República Popular de la Xina | PVG/ZSPD         | 433.867             | 112,3%           | 65            |
| 19.             | Aeroport de Frankfurt                       | Frankfurt del Main, Alemanya                 | FRA/EDDF         | 430.436             | 12,6%            | 1             |
| 20.             | Aeroport Internacional de Newark Liberty    | Nova York/Nova Jersey, Estats Units          | EWR/KEWR         | 426.268             | 6,2%             | 5             |

## Estadístiques d'anys anteriors
| Rànquing (2013) |                                                  |                                                |                  |                     |                  |               |
| Posició         | Aeroport                                         | Serveix                                        | Codi (IATA/ICAO) | Moviment d'aeronaus | Canvi percentual | Canvi posició |
| 1.              | Aeroport Internacional Hartsfield-Jackson        | Atlanta, Geòrgia, Estats Units                 | ATL/KATL         | 911.074             | 2.1%             | =             |
| 2.              | Aeroport Internacional O'Hare                    | Chicago, Illinois, Estats Units                | ORD/KORD         | 883.287             | 0.6%             | =             |
| 3.              | Aeroport Internacional de Los Angeles            | Los Angeles, Califòrnia, Estats Units          | LAX/KLAX         | 696.443             | 0.3%             | =             |
| 4.              | Aeroport Internacional de Dallas/Fort Worth      | Dallas/Fort Worth, Texas, Estats Units         | DFW/KDFW         | 678.059             | 4.3%             | =             |
| 5.              | Aeroport Internacional de Denver                 | Denver, Colorado, Estats Units                 | DEN/KDEN         | 582.653             | 4.9%             | =             |
| 6.              | Aeroport Internacional de Pequín                 | Pequín, República Popular de la Xina           | PEK/ZBAA         | 567.759             | 1.9%             | =             |
| 7.              | Aeroport Internacional de Charlotte/Douglas      | Charlotte, Carolina del Nord, Estats Units     | CLT/KCLT         | 557.948             | 1.1%             | =             |
| 8.              | Aeroport Internacional McCarran                  | Las Vegas, Nevada, Estats Units                | LAS/KLAS         | 520.992             | 1.3%             | =             |
| 9.              | Aeroport Intercontinental George Bush            | Houston, Texas, Estats Units                   | IAH/KIAH         | 496.908             | 1.1%             | =             |
| 10.             | Aeroport de París-Charles de Gaulle              | París, França                                  | CDG/LFPG         | 478.306             | 3.9%             | =             |
| 11.             | Aeroport de Frankfurt                            | Frankfurt del Main, Alemanya                   | FRA/EDDF         | 472.692             | 2.0%             | =             |
| 12.             | Aeroport de Londres-Heathrow                     | Londres, Regne Unit                            | LHR/EGLL         | 471.938             | 0.7%             | =             |
| 13.             | Aeroport Internacional Sky Harbor                | Phoenix, Arizona, Estats Units                 | PHX/KPHX         | 459.434             | 0.3%             | =             |
| 14.             | Aeroport d'Amsterdam-Schiphol                    | Amsterdam, Països Baixos                       | AMS/EHAM         | 440.057             | 0.5%             | 1             |
| 15.             | Aeroport Internacional de Filadèlfia             | Filadèlfia, Pennsilvània, Estats Units         | PHL/KPHL         | 432.884             | 2.3%             | 1             |
| 16.             | Aeroport Internacional de Minneapolis-Saint Paul | Minneapolis, Minnesota, Estats Units           | MSP/KMSP         | 431.328             | 1.4%             | 2             |
| 17.             | Aeroport Internacional Toronto Pearson           | Toronto, Ontario, Canadà                       | YYZ/CYYZ         | 431.323             | 0.6%             | 1             |
| 18.             | Aeroport Metropolità de Detroit                  | Detroit, Michigan, Estats Units                | DTW/KDTW         | 425.732             | 0.5%             | 1             |
| 19.             | Aeroport Internacional de San Francisco          | San Francisco, Califòrnia, Estats Units        | SFO/KSFO         | 421.400             | 0.7%             | =             |
| 20.             | Aeroport Internacional de Newark Liberty         | Nova York/Nova Jersey, Estats Units            | EWR/KEWR         | 413.744             | 0.1%             | =             |
| 21.             | Aeroport Internacional Atatürk                   | Istanbul, Turquia                              | IST/LTBA         | 406.317             | 11.5%            | 10            |
| 22.             | Aeroport Internacional John F. Kennedy           | Nova York, Estats Units                        | JFK/KJFK         | 406.143             | 1.1%             | 1             |
| 23.             | Aeroport Internacional de Tòquio                 | Tòquio, Japó                                   | HND/RJTT         | 403.242             | 3.1%             | 1             |
| 24.             | Aeroport Internacional de Miami                  | Miami, Florida, Estats Units                   | MIA/KMIA         | 399.140             | 2.0%             | 1             |
| 25.             | Aeroport Internacional Soekarno-Hatta            | Jakarta, Indonèsia                             | CKG/WIII         | 398.985             | 4.7%             | =             |
| 26.             | Aeroport Internacional de la Ciutat de Mèxic     | Ciutat de Mèxic, Mèxic                         | MEX/MMMX         | 396.567             | 5.0%             | =             |
| 27.             | Aeroport Internacional de Guangzhou-Baiyun       | Huadu, Guangdong, República Popular de la Xina | CAN/ZGGG         | 394.403             | 5.6%             | =             |
| 28.             | Aeroport Internacional de Hong Kong              | Hong Kong, República Popular de la Xina        | HKG/VHHH         | 382.782             | 5.7%             | ?             |
| 29.             | Aeroport Internacional de Múnic                  | Múnic, Alemanya                                | MUC/EDDM         | 381.951             | 4.0%             | 7             |
| 30.             | Aeroport LaGuardia                               | Nova York, Estats Units                        | LGA/KLGA         | 371.565             | 0.4%             | 1             |